# Vive la historia
Vive La Historia es el primer álbum en vivo realizado por la cantante mexicana de pop latino Yuri lanzado al mercado en el año 2007 por su nueva casa disquera Televisa EMI Music. Es también el primer álbum de la cantante donde combina un CD junto con un DVD del concierto para lograr mejores ventas. El productor del disco es su marido Rodrigo Espinoza.

## Antecedentes
Debido a la falta de promoción de sus dos discos anteriores A lo mexicano y Acompáñame Yuri toma la decisión de abandonar Sony music ya que no le brinda el apoyo necesario y no la deja grabar lo que ella quiere.

## Realización y promoción
El 14 de febrero de 2007 presentó un concierto de éxitos que es grabado para un DVD y CD, editado a principios del mes de septiembre con el título Vive la historia, en el que incluye el tema "Y llegaste tu" del disco "acompañame" que se coloca rápidamente en los primeros lugares, y obtuvo reconocimientos por sus altas ventas
En enero de 2008, al ver la producción del concierto y las ventas obtenidas con este CD, el productor Manolo Calderón la invita a formar parte del sello Televisa EMI Music, lo cual Yuri acepta. En ese momento, Televisa la invita para animar el programa dominical Noche de Estrellas, en el que se popularizaron los duetos en los que Yuri participaba con sus artistas invitados, de los cuales destacaron los que realizó con Lupita D'Alessio, con Alejandra Guzmán, con Enrique Iglesias y con Juanes.
El programa tiene una recepción baja de teleaudiencia debido a su formato, y es cancelado a los pocos meses, pero Yuri obtiene la recompensa de volver a ser recordada por el público mexicano que la siguió en la cúspide de su carrera, esto la beneficiaría en la venta de este y sus próximos álbumes.

## Recepción
Nuevamente, este álbum logra un gran éxito de ventas logrando vender más de 50 000 copias, en su primera edición, logrando disco de oro. A los pocos meses se reedita el álbum saliendo con una edición para fanes el cual logra impulsar las ventas nuevamente para obtener la certificación de álbum de platino por más de 80,000 copias vendidas.

## Lista de canciones
Edición Original
| Pista | Título                                                                                          |
| ----- | ----------------------------------------------------------------------------------------------- |
| 01    | Intro                                                                                           |
| 02    | Hola                                                                                            |
| 03    | Todo mi corazón                                                                                 |
| 04    | Hombres al borde de un ataque de celos                                                          |
| 05    | Detrás de mi ventana                                                                            |
| 06    | ¿Qué Te Pasa?                                                                                   |
| 07    | Medley baladas 1: No puedo más / Poligamia / Yo te pido amor / Es ella más que yo               |
| 08    | Cuando baja la marea                                                                            |
| 09    | Intro Maldita Primavera                                                                         |
| 10    | Maldita Primavera                                                                               |
| 11    | Medley Baladas 2: Esperanzas / Imposible amarte como yo / Me tienes que querer / Quien eres tú  |
| 12    | Intro El Apagón                                                                                 |
| 13    | El Apagón                                                                                       |
| 14    | Medley 80's: Este amor ya no se toca / Dame un beso / Tu y yo / Primer amor / Yo te amo, te amo |

### Edición especial
CD1
| Pista | Título                                                                            |
| ----- | --------------------------------------------------------------------------------- |
| 01    | Intro                                                                             |
| 02    | Hola                                                                              |
| 03    | Todo mi corazón                                                                   |
| 04    | Hombres al borde de un ataque de celos                                            |
| 05    | Amiga mía                                                                         |
| 06    | Detrás de mí ventana                                                              |
| 07    | ¿Qué te pasa?                                                                     |
| 08    | Medley Baladas 1: No puedo más / Poligamia / Yo te pido amor / Es ella más que yo |
| 09    | Intro Sabes lo que pasa                                                           |
| 10    | Sabes lo que pasa                                                                 |
| 11    | Y llegaste tú                                                                     |
| 12    | Cuando baja la marea                                                              |

CD2
| Pista | Título                                                                                          |
| ----- | ----------------------------------------------------------------------------------------------- |
| 01    | De que te vale fingir                                                                           |
| 02    | Intro Maldita Primavera                                                                         |
| 03    | Intro Maldita Primavera                                                                         |
| 04    | Medley Baladas 2: Esperanzas / Imposible amarte como yo / Me tienes que querer / Quien eres tú  |
| 05    | El espejo                                                                                       |
| 06    | Intro El apagón                                                                                 |
| 07    | El apagón                                                                                       |
| 08    | Medley 80's: Este amor ya no se toca / Dame un beso / Tu y yo / Primer amor / Yo te amo, te amo |